# Desmosoma

Representación gráfica de un desmosoma.

Los desmosomas son estructuras celulares que mantienen adheridas a células vecinas. Estructuralmente dicha unión está mediada por cadherinas (desmogleína y desmocolina), a sus filamentos intermedios (queratina). En el interior de las células actúan como lugares de anclaje para los filamentos intermedios en forma de cuerda, los cuales forman una red estructural en el citoplasma proporcionando una cierta rigidez. Mediante estas uniones los filamentos intermedios de las células adyacentes están indirectamente conectados formando una red continua que se extiende a todo el tejido. El tipo de filamentos intermedios anclados a los desmosomas depende del tipo celular: de queratina en la mayoría de las células epiteliales y de desmina en las fibras musculares cardíacas. Los desmosomas se encuentran en tejidos que experimentan un estrés mecánico intenso, como el tejido del músculo cardíaco, el tejido de la vejiga, la mucosa gastrointestinal y el epitelio.
La estructura general de los desmosomas consta de una placa citoplasmática densa, compuesta por un complejo proteico de anclaje intracelular que es el responsable de la unión de los elementos citoesqueléticos a las proteínas de unión transmembrana. Los desmosomas generan una barrera entre citoplasmas con las paredes vecinas.
Los desmosomas permiten además que exista cierto movimiento en común entre las células adyacentes que están unidas mediante ellos.
Los desmosomas tienen mucha importancia en el sistema inmunitario innato, pues permite establecer uniones muy resistentes evitando la separación de las células epiteliales por acción mecánica o por presión. Así la piel se ha convertido en una barrera mecánica de protección.
La pérdida de este tipo de uniones puede originar cierto tipo de patologías, especialmente en el tejido epitelial. Tal es el caso del pénfigo, una enfermedad grave, poco frecuente, de la piel y de las mucosas, caracterizada por la presencia de ampollas de pared fina que aparecen en piel o mucosas aparentemente normales. Esta enfermedad, de naturaleza autoinmune, está originada por la producción de autoanticuerpos contra las cadherinas específicas de los desmosomas (desmogleína y desmocolina), produciendo una pérdida de uniones de adherencia entre las células del epitelio y produciendo sintomatología.